# ドルトレヒト美術館
ドルトレヒト美術館（蘭: Dordrechts Museum）は、オランダのドルトレヒトにある美術館である。
1842年に設立され、過去400年間の芸術家の作品を所蔵している。

## 歴史
1842年にドルトレヒトの市長のJacob Cornelis Jantzon van Erffrenten (1769-1859)とその息子を含む5人のドルトレヒト市民が、若い芸術家たちが過去の芸術家や同時代の芸術家の作品を模写などして修行できるように、美術作品のレポジトリ（保管場所）を運営する協会を設立しようという提案書を他の市民に回覧した。協会は1842年11月26日に設立され提案した5人が理事になった。ドルトレヒト市は新設されたバター取引所の一部を利用できるようにし、毎年補助金を支出した。
砂糖精製事業の実業家で美術品収集家のLeendert Dupper(1799-1870)という人物が、多額の寄付と収集した美術品を遺贈したことで、コレクションは充実し、1904年に、場所もバター取引所から移され、病院でとして使われていた建物を改装して美術館とされた。

## 絵画
次の画家の作品を所蔵している。
- アダム・ウィラールツ(1577-1664)
- フェルディナント・ボル(1616-1680)
- アルベルト・カイプ(1620-1691)
- サミュエル・ファン・ホーホストラーテン(1627-1678)
- アドリアーン・コールテ(1665-1607)
- アドリアン・ファン・デル・ブルフ (1693–1733)
- アブラハム・ファン・ストレイ(1753–1826)
- ヤコブ・ファン・ストレイ(1756-1815)
- アリ・シェフェール(1795-1858)
- ヨハン・ヨンキント(1819-1891)
- パウル・ハブリエル(1828-1903)
- ヤン・トーロップ(1858-1928)
- ヤン・フェト(1864-1925)
- パイク・コッホ(1901-1991)
- ヤン・ファン・デル・コーイ(1957- )
- ロベルト・サンドフリート(1970-
- Philip Kouwen
- Piet Ouborg
- Aert Schouman
- Jan Sluijters
- JCJ Vanderheyden

## ギャラリー

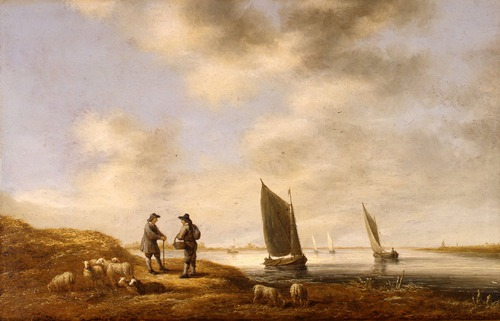
オランダの川辺の風景 (1640/1645) アルベルト・カイプ
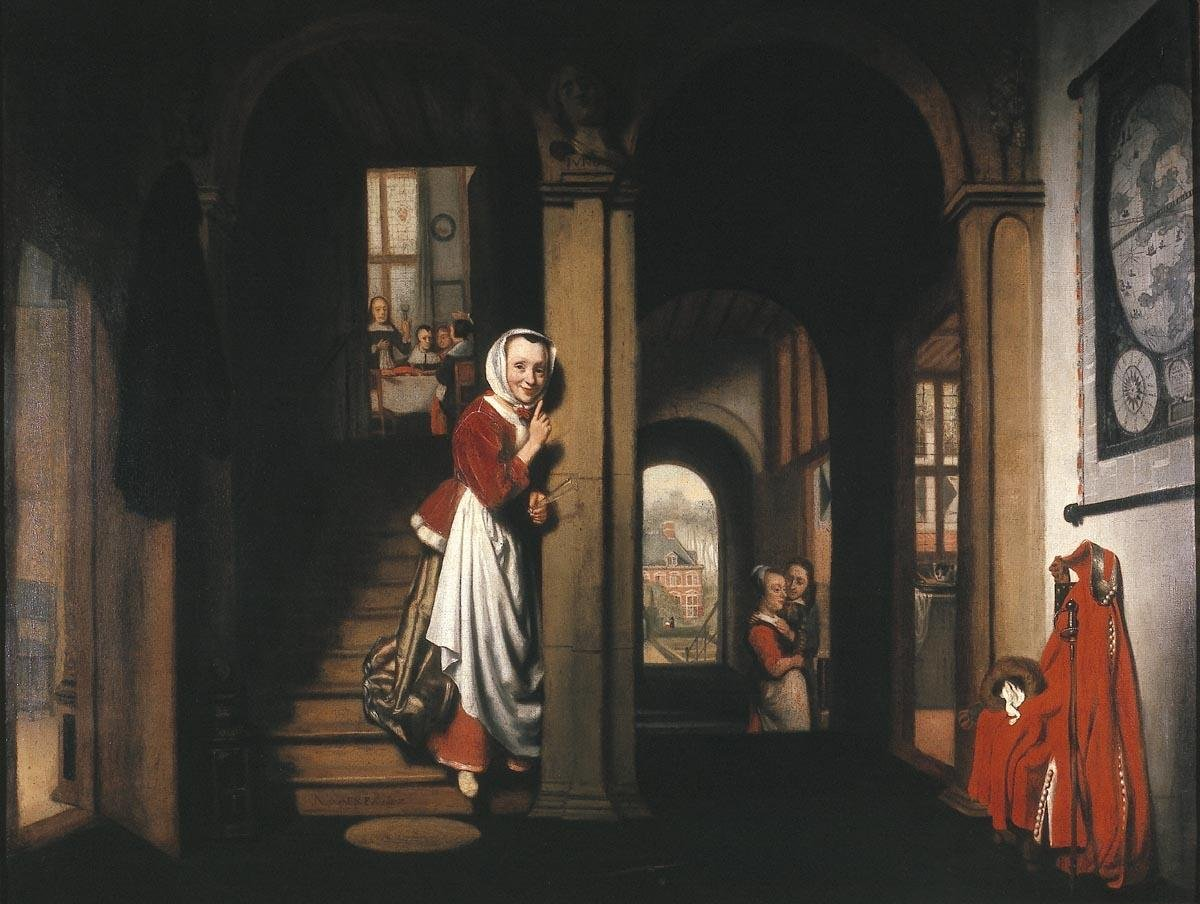
盗聴者 (1657) ニコラース・マース
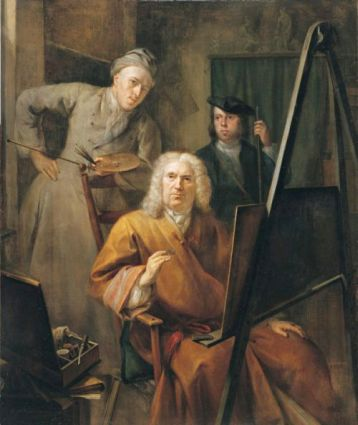
Portrait of Cornelis van Lill his grandson and the artist (1735)  Aert Schouman
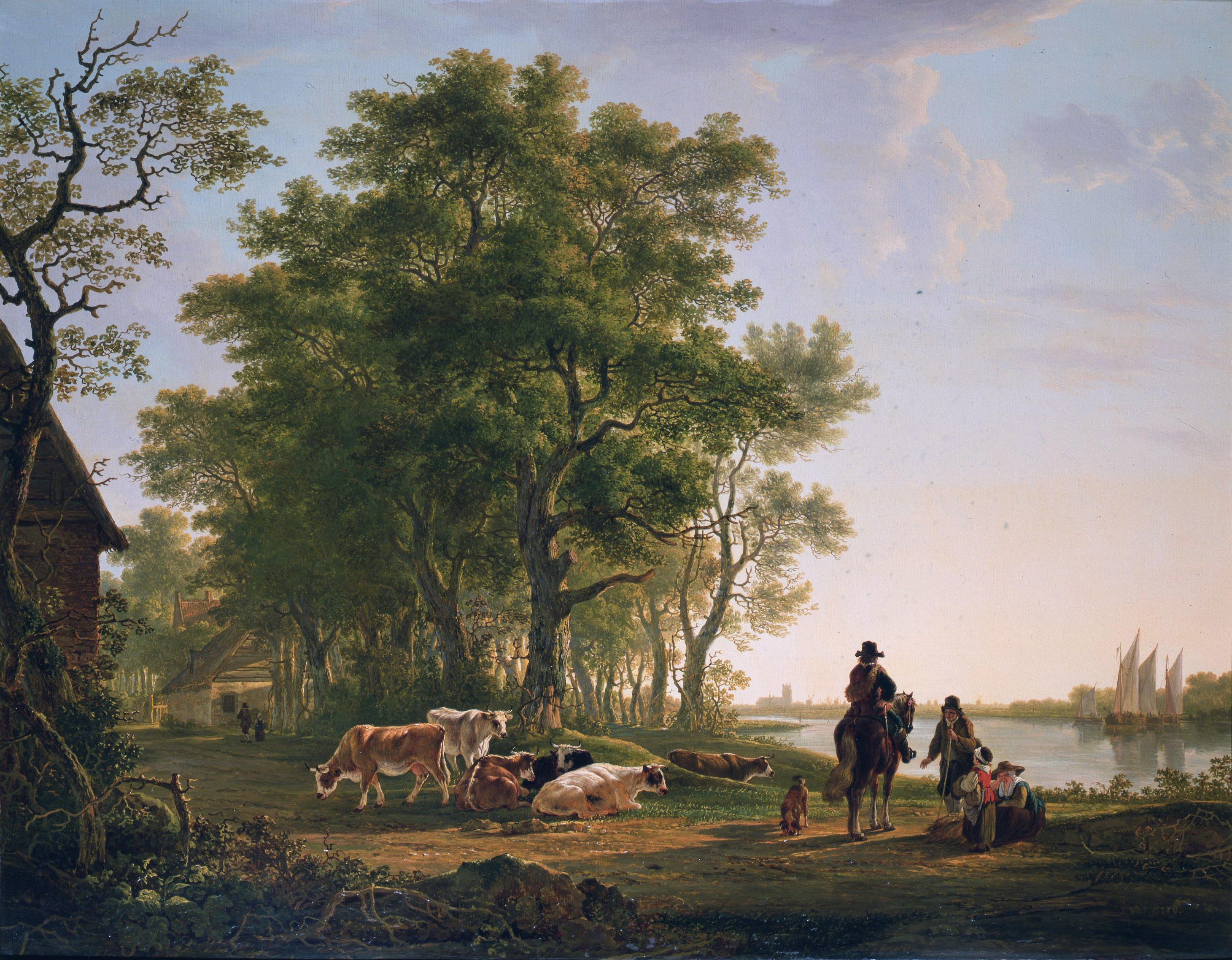
Scenery with trees and cattle near Dordrecht (c. 1800) ヤコブ・ファン・ストレイ
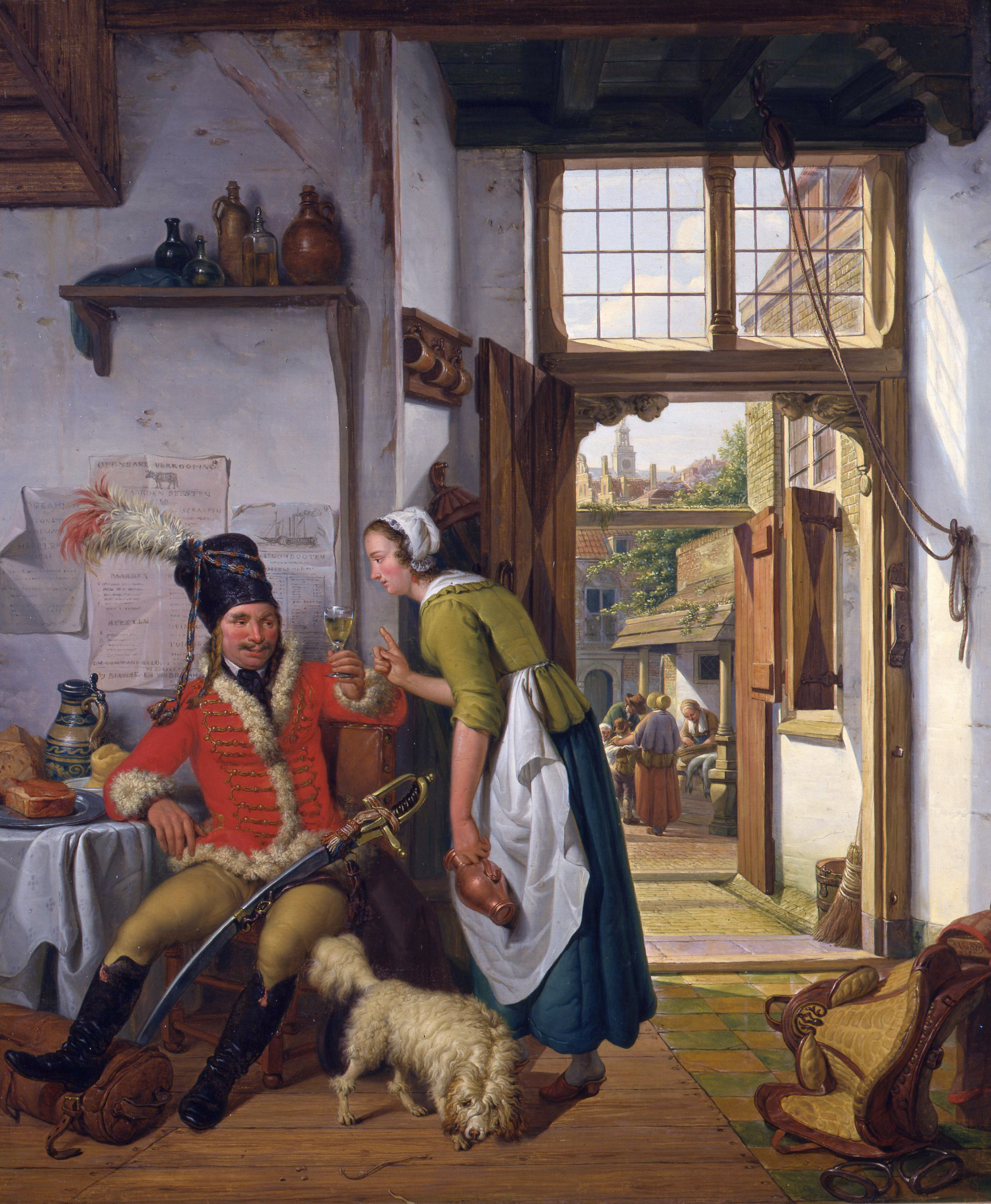
Interior of an Inn (1825) アブラハム・ファン・ストレイ
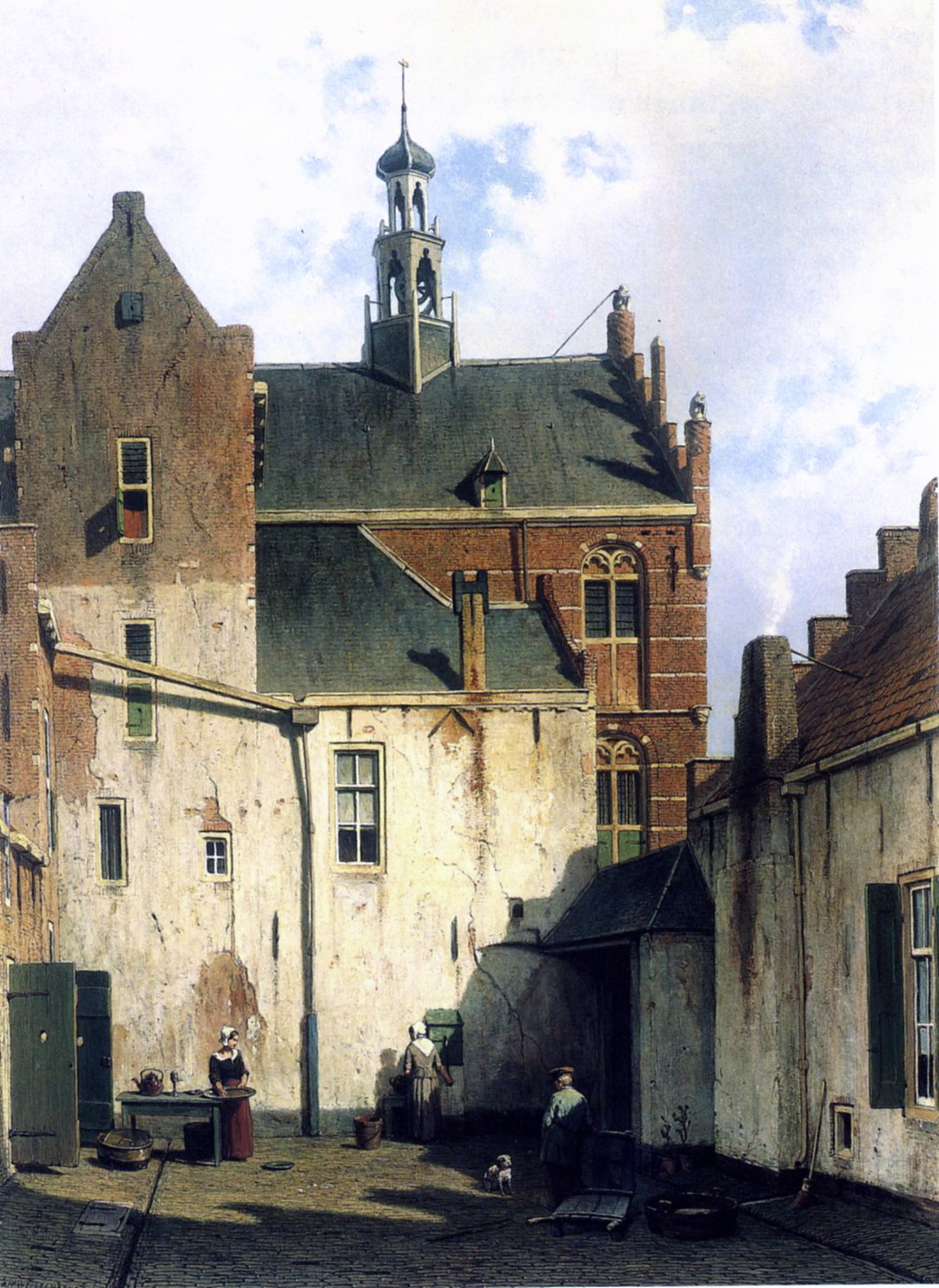
ワーゲンヴェークの市庁舎 (19世紀) ヤン・ヴァイセンブルフ
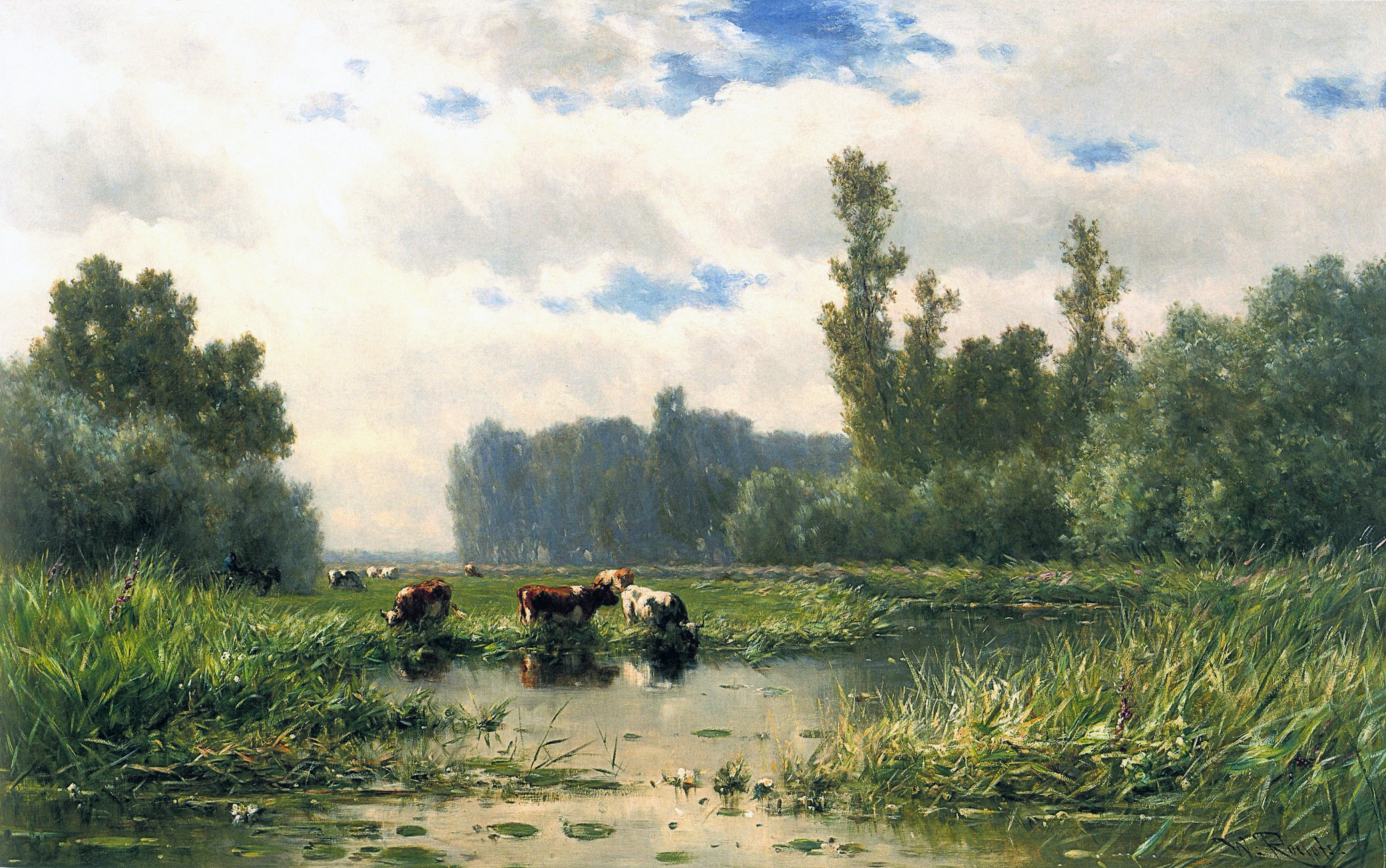
水辺の牛の群れ (1883) ウィレム・ルーロフス
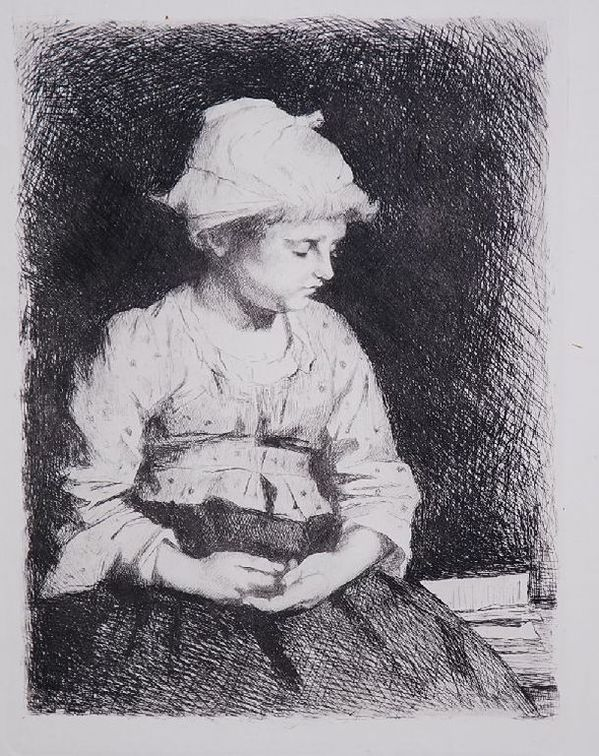
Schoolbijven (1886) テレーズ・シュヴァルツェ